# Sphenotrochus hancocki
Sphenotrochus hancocki är en korallart som beskrevs av John Wyatt Durham och Barnard 1952. Sphenotrochus hancocki ingår i släktet Sphenotrochus och familjen Turbinoliidae. Inga underarter finns listade i Catalogue of Life.